# پسربچه (ترانه بیانسه)
«پسر بچه» (به انگلیسی: Baby Boy) تک‌آهنگی از هنرمند اهل ایالات متحده آمریکا بیانسه، شان پال است که در سال ۲۰۰۳ میلادی منتشر شد. این تک‌آهنگ در آلبوم به طرز خطرناکی عاشق قرار داشت.
این تک‌آهنگ در چارت‌های جزو ده ترانه اول قرار گرفت.